# Dominik Kunca
Dominik Kunca (ur. 4 marca 1992 w Humenném) – słowacki piłkarz występujący na pozycji pomocnika.

## Przebieg kariery
Karierę piłkarską rozpoczął w ŠK Strážske. W 2007 przeszedł do występującego wówczas w słowackiej II lidze MFK Zemplín Michalovce, w którym zadebiutował 17 maja 2008 w meczu przeciwko Interowi Bratysława w wieku 16 lat. W 2014 został wypożyczony do beniaminka ekstraklasy słowackiej – FK Železiarne Podbrezová, w którym pierwszy występ zanotował 11 lipca 2014 w meczu ze Slovanem Bratysława.
Po półrocznym wypożyczeniu Kunca powrócił do MFK Zemplín Michalovce, z którym w sezonie 2014/2015 wywalczył awans do Fortuna ligi. W czerwcu 2017 został zawodnikiem MFK Ružomberok, a rundę wiosenną sezonu 2018/2019 spędził w SC Znojmo. W słowackiej ekstraklasie rozegrał 71 meczów i zdobył 9 bramek.
6 sierpnia 2019 Kunca został piłkarzem Motoru Lublin. 16 listopada 2019 w wygranym przez Motor 4:1 meczu z Hetmanem Zamość zdobył trzy bramki. 31 lipca 2020 podpisał nowy, dwuletni kontrakt z Motorem. 19 stycznia 2022 został wypożyczony do Avii Świdnik. W lipcu 2023 został zawodnikiem Legionovii Legionowo.